# Dieter Roth

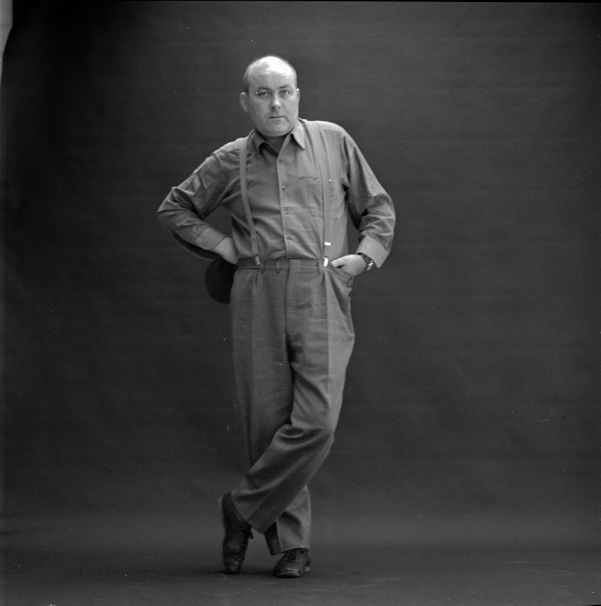
Dieter Roth fotografiert von Lothar Wolleh

Karl-Dietrich Roth (* 21. April 1930 in Hannover; † 5. Juni 1998 in Basel) war ein Schweizer Dichter, Aktions- und Objektkünstler. Er gilt als Vertreter der Konkreten Poesie. Er signierte auch als Dieter Roth, Diter Rot oder mit frei erfundenen Namen.

## Leben

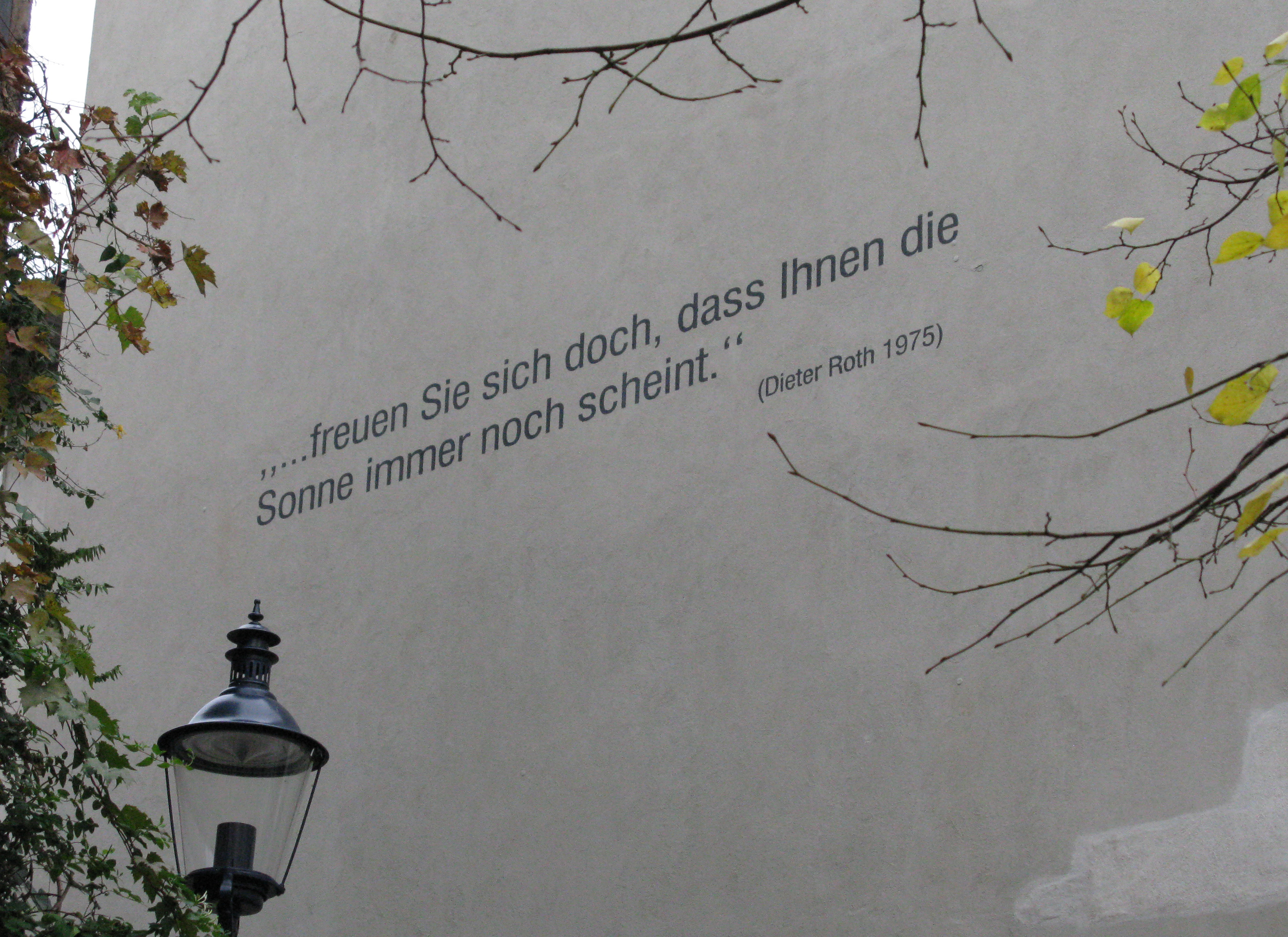
„… freuen Sie sich doch, dass Ihnen die Sonne immer noch scheint.“ von Dieter Roth an einer Hauswand in Basel

Seine Lebensgeschichte führte den 1930 in Hannover geborenen Auslandschweizer aus dem nationalsozialistischen Deutschland zunächst nach Zürich und später nach Bern. Dort ging er von 1947 bis 1951 bei dem Graphiker Friedrich Wüthrich in die Lehre. 1955 entwarf er in Kopenhagen Muster für Textilien, dann folgten Stationen in Island, Amerika und Deutschland. Von da an pendelte Roth zeit seines Lebens zwischen Island, wo er zusammen mit dem isländischen Poeten Einar Bragi den Verlag Forlag Editions gründete, der einige Werke Roths veröffentlichte, sowie Deutschland und der Schweiz. 1958 begab er sich mit einem Oneway-Ticket auf eine vage Stellenzusage hin in die USA nach Philadelphia an die School of Art. Als er die erhoffte Stelle nicht erhielt, versuchte er, in New York City Fuß zu fassen. Aus der finanziellen Not half ihm der Schweizer Herbert Matter, der sich für die damaligen konstruktivistischen Arbeiten Roths interessierte und ihm einen Lehrauftrag an der Yale University vermittelte, sowie später eine Stelle in der Reklameabteilung der Geigy-Versuchslaboratorien in Yonkers bei New York. Während er aus Frustration über seine Situation häufig seinen Lohn vertrank, sparte sich Roth mühsam Geld für einen Rückflug nach Island zusammen. 1967 lernte er Dorothy Iannone kennen, die seine Lebensgefährtin wurde, und für die er die Rolle einer „männlichen Muse“ übernahm. Für Iannone schrieb Roth zahlreiche Gedichte und sie malte ihn vielfach u. a. in den künstlerischen Verarbeitungen des gemeinsamen Alltags (Werkreihe Dialogues, 1968/69).
Bei späteren Aufenthalten in New York lernte er die Fluxus-Künstler kennen, komponierte mit ihnen, kritisierte aber ihre Moral: „Ich glaube eben nicht daran, dass die Askese irgendjemanden gut tut, außer dass sie einen Triumph darstellt, derer, die sie üben“. In den 1960er Jahren forcierte er seine künstlerische Produktion, er schuf zuweilen 100 Bilder am Tag. Mit „Literaturwürsten“ und „Schimmelbildern“ brach er von den zwei Dimensionen der Graphik in die Räumlichkeit auf.
Richard Hamilton wurde durch die Literaturwürste auf Roth aufmerksam und schlug ihn für den Copley-Preis vor. Mit Hamilton begann so eine jahrelange Freundschaft, in deren Verlauf gemeinsame Bilder und Interviews entstanden. Die Zusammenarbeit war für Hamilton eine Qual, da Roth viel schneller arbeitete und Hamiltons Anspruch an das fertige Werk höher war: „… wenn er vorsichtig irgendwo angefangen hatte, sagte ich: Das ist schon fertig, das ist gut“. 

## Werk
Während der 1960er-Jahre nahm Roth an Happenings und Fluxusveranstaltungen teil. Er schuf Kunstobjekte aus organischem Material, die einem Prozess der allmählichen Veränderung und des Zerfalls unterlagen, unter anderem luftdicht abgeschlossene Gewürz-, Schimmel- und z. B. Schokolade-Objekte, die von Kakaomotten zerfressen wurden. Zusammen mit Daniel Spoerri und André Thomkins fertigte er Werke der Eat-Art an. In den 1970er Jahren gestaltete er inhaltlich und grafisch eine Vielzahl von Buchobjekten, die dem dadaistischen Werk Kurt Schwitters’ nahestehen.
2006 erschien nach einem Konzept des Künstlers und Musikers Wolfgang Müller in Zusammenarbeit mit dem Bayerischen Rundfunk eine Kompilation, auf welcher Interpreten wie Mouse on Mars, Andreas Dorau oder Stereo Total Texte von Roth vertonen. 2013 wurde sein Theaterstück Murmel Murmel von 1974 an der Volksbühne Berlin unter der Regie von Herbert Fritsch uraufgeführt. Auf 176 Druckseiten besteht es einzig aus der dauerhaften Wiederholung des Wortes Murmel. 2014 veröffentlichte das Labels Psych.KG die Langspielplatte Nvr Ainfache Eraignise, auf der Kommissar Hjuler einen Lebenslauf Dieter Roths in dessen Schreibstil bzw. Diktion als Cut-up-Lesung präsentiert.
Roth war zweimal Documenta-Teilnehmer: 1968 auf der 4. documenta und 1977 auf der Documenta 6. Zudem wurde er 2002 postum auf der Documenta 11 ausgestellt. 1982 gestaltete er den Pavillon der Schweiz auf der Biennale in Venedig.

## Hauptwerke (Auswahl)
- Gartenskulptur (1968, Berlin)[1]
- 6 Piccadillies (1969–1970)[2]
- Karnickelköttelkarnickel (1969/1975, Hasenmist und Stroh, 18 × 19 cm, Dieter Roth Foundation, Hamburg)[3]
- Tischruine (1970–1998, Rauminstallation aus Texten, Kunst, Schrott und Abfall), Abbildung der Installation auf der documenta 2007[4]
- Strandkasernen (1983–1987, Objektcollage gefertigt aus Roths „täglich stattfindendem Gelebe“ mit Malutensilien, Holstücken, Lebensmitteln, Karton, Draht, Schnur, Öl, Lack, Acrylfarbe, Wasserfarbe und Leim auf Holz, 176,5 × 247 × 26,5 cm), Ausstellungsort: Das Städel Museum – Kunstmuseum Frankfurt[5]
- Solo Szenen (1997/98, Berlin – Installation mit 128 Monitoren und 131 Videobändern)[6]
- Skulptur mit Schokoladenhasen, Fett, Schokolade, Kunststoff.[7]

### Gesammelte Interviews
Die 2002 posthum erschienenen gesammelten Interviews vermitteln den Eindruck, dass Roth das Interview als eine eigene Kunstform auffasste, der er einen hohen Stellenwert einräumte. Zu seinen Lebzeiten beauftragte er Barbara Wien mit der Recherche nach Tonbandaufzeichnungen und der Herausgabe aller Gespräche, die er mit Künstlern, Freunden und Journalisten geführt hatte. Er bestand darauf, möglichst nichts zu streichen, damit der „Unsinn“ nicht verloren gehe. Dieser „Unsinn“ umfasst die journalistisch nicht verwertbaren Aufnahmen und Nebenbedingungen, zum Beispiel das „deutsch eingefärbte“ Schweizerdeutsch, das Roth kurz vor seinem Tode in einem dreizehnstündigen Interview mit Patrik Frey spricht, sowie Unterbrechungen durch stockende Tonbänder oder Kabelsalat. Er stellt sich in den 36 Interviews als vom Ehrgeiz zerfressener Mensch dar, der sich beständig an Vorbildern abarbeitet, die er als Gegner empfindet. Früh habe er die Vorteile des Scheiterns an den eigenen Ansprüchen erkannt: „Weil ich mich gemerkt habe: ich kann diese Sicherheit nicht erwerben. Die Sicherheit sich zu erhalten ist viel schwieriger als in der Unsicherheit zu leben.“
Roth nutzt Interviews als „Unterhaltungsmusik“, bei der er Material aus Leben und Werk vorträgt. Mit Dieter Schwarz, der sich in seiner Dissertation mit dem literarischen Werk Roths beschäftigt hat, führt der Künstler ein Fortsetzungsinterview, von dem elf Teile im „Tell“ erschienen. Das umfangreichste Interview des Bandes führte die Journalistin Irmelin Lebeer Hossmann an mehreren Tagen 1976 und 1979 mit dem Künstler über sein bis dato entstandenes Werk. Roth betont ihr gegenüber, dass seine Malerei der Finanzierung von Büchern diene. Sie sei nicht so wichtig, wie die „Schriftstellerei … oder sagen wir mal: das Nachdenken. Und das Sätzebilden.“
Roth führte zwei bis drei Tagebücher parallel. Aus ihnen schöpfte er Ideen zum Beispiel für die „Scheiße-Gedichte“, die er in elf Büchern veröffentlichte, oder für die „Bastelnovellen“. In ihnen ist die Typographie der eigentliche Held. Roth spricht von Wörtern als „billigen Bildern“ und gibt zu erkennen, dass er keine neue Wortkunst im Sinn hat.

### Publikationen
- Ideogramme, 1959
- Mundunculum, 1967
- die blaue flut, 1967
- 246 little clouds
- Zeitschrift für alles (10 Ausgaben Nr 1-Nr 10B, 1975–1987)
- Dieter Roth in America, London 2004
- Dieter Roth in Greenland, Amsterdam 2005
- Gesammelte Werke in 20 Bänden (1971–79, Edition – später auf 40 Bände erweitert)

## Ausstellungen (Auswahl)

### Einzelausstellungen
- 1989: Galerie Littmann, Basel
- 2001: Dieter Roth. Die Haut der Welt + einige andere Dinge. Museu d’Art Contemporani de Barcelona, Barcelona
- 2003: Roth-Zeit – Eine Dieter Roth Retrospektive. Schaulager, Basel
- 2005: Train, Reykjavík Art Museum[8]
- 2009/2010: Dieter Roth – Originale-Multiples-Objekte. Anton Meier, Genf
- 2010: Dieter Roth – Das Tränenmeer. Kunsthalle Luzern
- 2011: Dieter Roth – Selbste. Aargauer Kunsthaus, Aarau
- 2014: Dieter Roth. Balle Balle Knalle, Kunstmuseum Stuttgart
- 2016: Dieter Roth: Schöne Scheiße. Dilettantische Meisterwerke. Museum Ostwall im Dortmunder U, Dortmund

### Gruppenausstellungen
- 1984: Von hier aus – Zwei Monate neue deutsche Kunst in Düsseldorf
- 2004: Wie vor, Museum Ludwig, Köln
- 2006: Martin Kippenberger / Dieter Roth. Hauser & Wirth, London
- 2007/2008: Arnulf Rainer / Dieter Roth: Misch- und Trennkunst. Gemeinschaftsarbeiten und Einzelwerke, 1968–2005. Deichtorhallen, Hamburg
- 2010/2011: Multiples, Werke von Joseph Beuys und Dieter Roth. Schloss Gottorf
- 2012: Wie vor, Museum der Moderne Salzburg
- 2013/2014: Dieter Roth, Paffrath und die siebziger Jahre. Städtische Galerie Villa Zanders, Bergisch Gladbach[9]
- 2017/2018: DIFFUSES SELBST – Dieter Roth und andere Gescheiterte. Jubiläumsausstellung im LOFT, Ansbach[10]

## Werke in Sammlungen (Auswahl)
- Belgien: Stedelijk Museum voor Actuele Kunst, Gent
- Dänemark: Museet for Samtidskunst, Roskilde
- Deutschland:
  - Dieter Roth Museum, Hamburg
  - Weserburg Museum für moderne Kunst, Bremen
    - Kunstmuseum Celle

  - Museum Ostwall, Dortmund
  - Karl Ernst Osthaus-Museum, Hagen
  - Hamburger Kunsthalle
  - Sprengel Museum Hannover
  - Zentrum für Kunst und Medientechnologie (ZKM), Karlsruhe
  - Kunsthalle zu Kiel, Kiel
  - Museum Abteiberg, Mönchengladbach
  - Kunstmuseum Stuttgart
  - Staatsgalerie Stuttgart
- Frankreich:
  - Frac Bretagne, Châteaugiron
  - MAC – galeries contemporaines des Musées de Marseille, Marseille
  - Fondation Cartier pour l’art contemporain, Paris
  - Centre Pompidou – Musée National d’Art Moderne, Paris
- Island: Nýlistasafnið – The Living Art Museum, Reykjavík
- Österreich:
  - Neue Galerie Graz
  - Sammlung Essl – Kunsthaus, Klosterneuburg
  - Galerie Konzett, Wien
- Schweiz
  - Kunsthaus Aarau
  - Kunstmuseum Basel
  - Kunstmuseum Bern
  - Schaulager, Münchenstein bei Basel
  - Seedamm Kulturzentrum (heute Vögele Kultur Zentrum),[11] Pfäffikon SZ
  - Kunstmuseum Solothurn
  - Kunsthaus Zürich
  - Kunsthaus Zug
- Spanien: Museu d’Art Contemporani de Barcelona
- USA:
  - Museum of Contemporary Art Chicago
  - MoMA – Museum of Modern Art, New York City
  - David Winton Bell Gallery, Providence, RI
- Vereinigtes Königreich:
  - Kettle’s Yard, Cambridge
  - Tate Britain, London